# Planalto (Natal)
Planalto é um bairro da cidade de Natal no estado do Rio Grande do Norte. A renda predominante (43%) é de 1 a 7 salários mínimos por domicílio.
Criado em 1998, sob mandato da Lei n° 151, publicada no Diário Oficial do Estado, no ano citado, o Planalto é portanto um dos bairros mais novos de Natal.
O bairro plano e avenidas largas, com principal corredor viário a (PRINCIPAL), Avenida Dr. Engenheiro João Hélio, Avenida Monte Rei, Avenida Agrestina e Avenida Miramangue. Em fevereiro de 2014 o atual Prefeito de Natal, Carlos Eduardo Alves, deu continuação ao projeto de drenagem e saneamento básico do bairro, sendo quase 100% saneado nas principais avenidas até 2015, cerca de 10 anos de sua criação, faltando apenas ligações as residências. O bairro vem experimentando um notável crescimento imobiliário e já é perceptível um surgimento de casas de alto valor, que podem chegar até 500 mil reais, construtoras também notaram o grande crescimento e vem investindo forte, com a construção de apartamentos de classe A, B, C e D (a nova classe consumidora), com financiamento da Caixa Econômica Federal e subsídio pelo programa Minha Casa, Minha Vida, com imóveis em torno de 120 a 250 mil reais, fora do plano, entre 130 mil reais acima entre apartamentos, casas e duplex, alguns com metragem pequena, por volta de 50 m², compensado por outros atrativos, além da segurança, tem muitas opções de lazer, piscinas, quadras, playground, áreas de festas, academia, etc. Já outros são de 57 a 70 m², Já os duplex podem chegar a 300 m² e até mais. O bairro que mais cresce em Natal: de acordo com o IBGE a população cresceu 118,1% desde o último censo. Passou de 14.314 habitantes para 31.206 em dez anos, isso significa um crescimento populacional de mais de 1.500 habitantes por ano.

## História
As terras onde atualmente encontra-se o bairro Planalto pertenceram, em tempos remotos, ao comerciante português Manoel Duarte Machado. Com a morte dele, o domínio dessa propriedade passou a dona Amélia Duarte Machado, a Viúva Machado.
A área que atualmente corresponde ao Planalto sofreu parcelamento ao longo do tempo, originando alguns loteamentos que foram vendidos, a prazo, para uma clientela, em geral, de baixo poder aquisitivo. Parte desta área pertenceu ao Loteamento Reforma, de propriedade da empresa Gerna S.A. – Agropecuária e Indústria, que promoveu o desmembramento dos lotes e a abertura de ruas projetadas. Dele faziam parte terrenos próprios e terras da marinha, marginais ao Rio Potenji, além de parte das antigas propriedades Peixe Boi - atual Felipe Camarão -, Quintas do Vigário, Pitimbu e Guarapes, encravadas, em sua maioria, no Município do Natal. A área total foi dividida em 506 quadras e subdivididas em 8.782 lotes. Esses terrenos tornaram-se granjas, sítios, residências isoladas e conjuntos residenciais, dentre os quais, o Planalto.
Fora criado oficialmente em 1998, sob mandato da Lei n° 151, publicada no Diário Oficial do Estado, no ano citado. O Planalto é portanto um dos bairros mais novos de Natal e o que mais CRESCE e se desenvolve de 2010 até 2022.

## Galeria

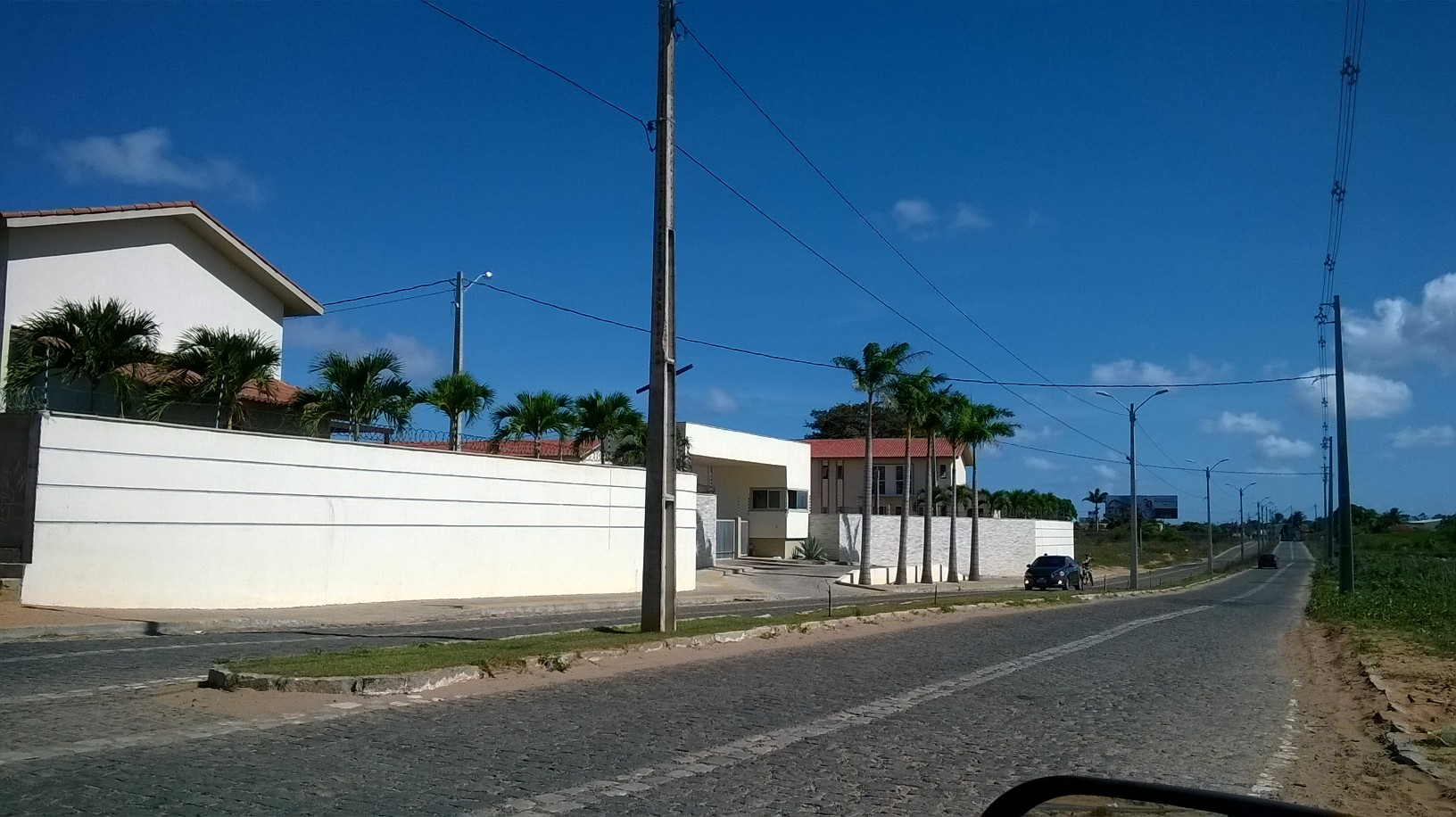
Leningrado Planalto Natal RN
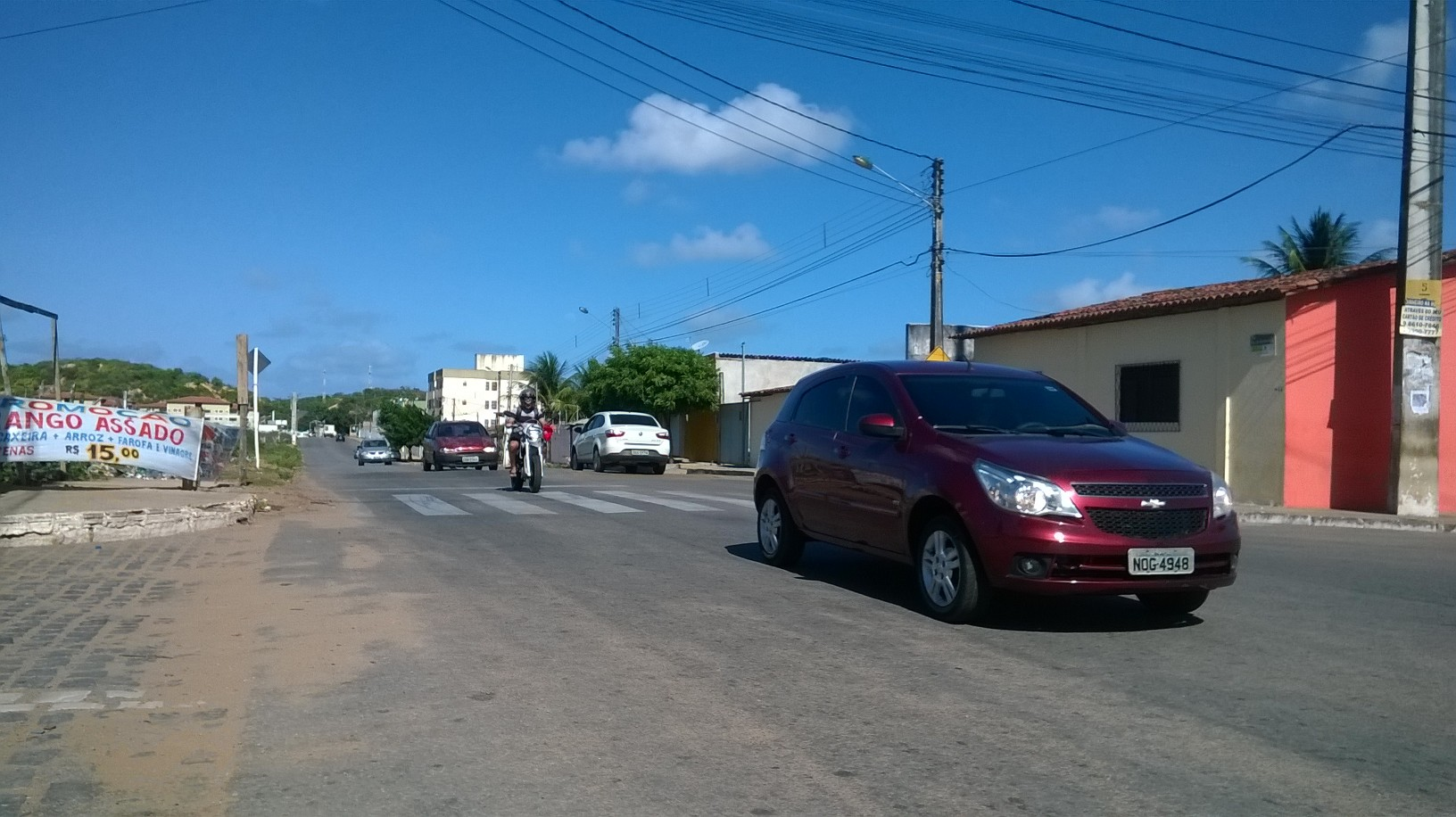
Avenida João Hélio com Avenida Miramangue Planalto Natal RN
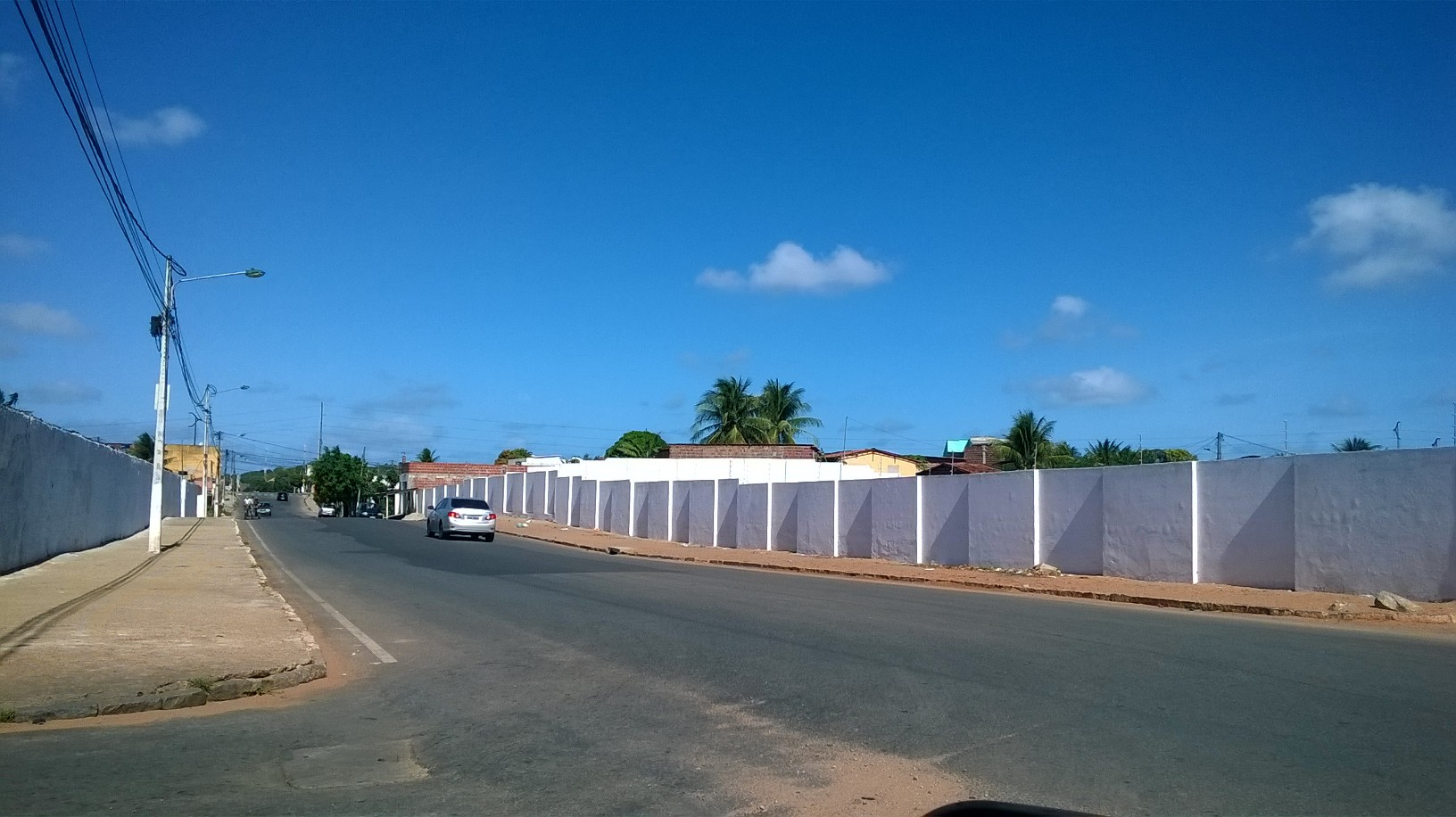
Entrada para o bairro do Leningrado com Av. João Hélio Planalto, Natal-RN
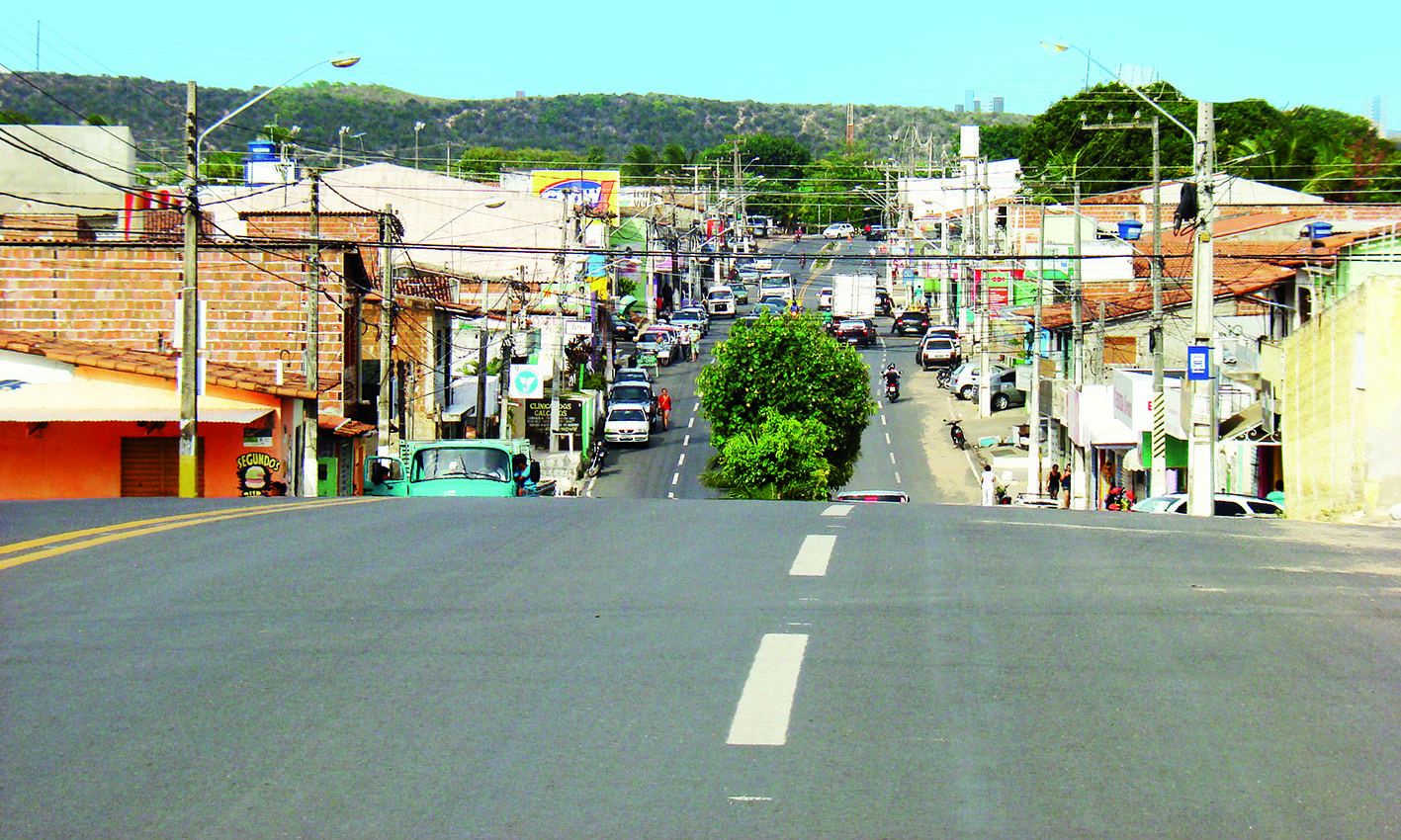
Urbanização e pavimentação
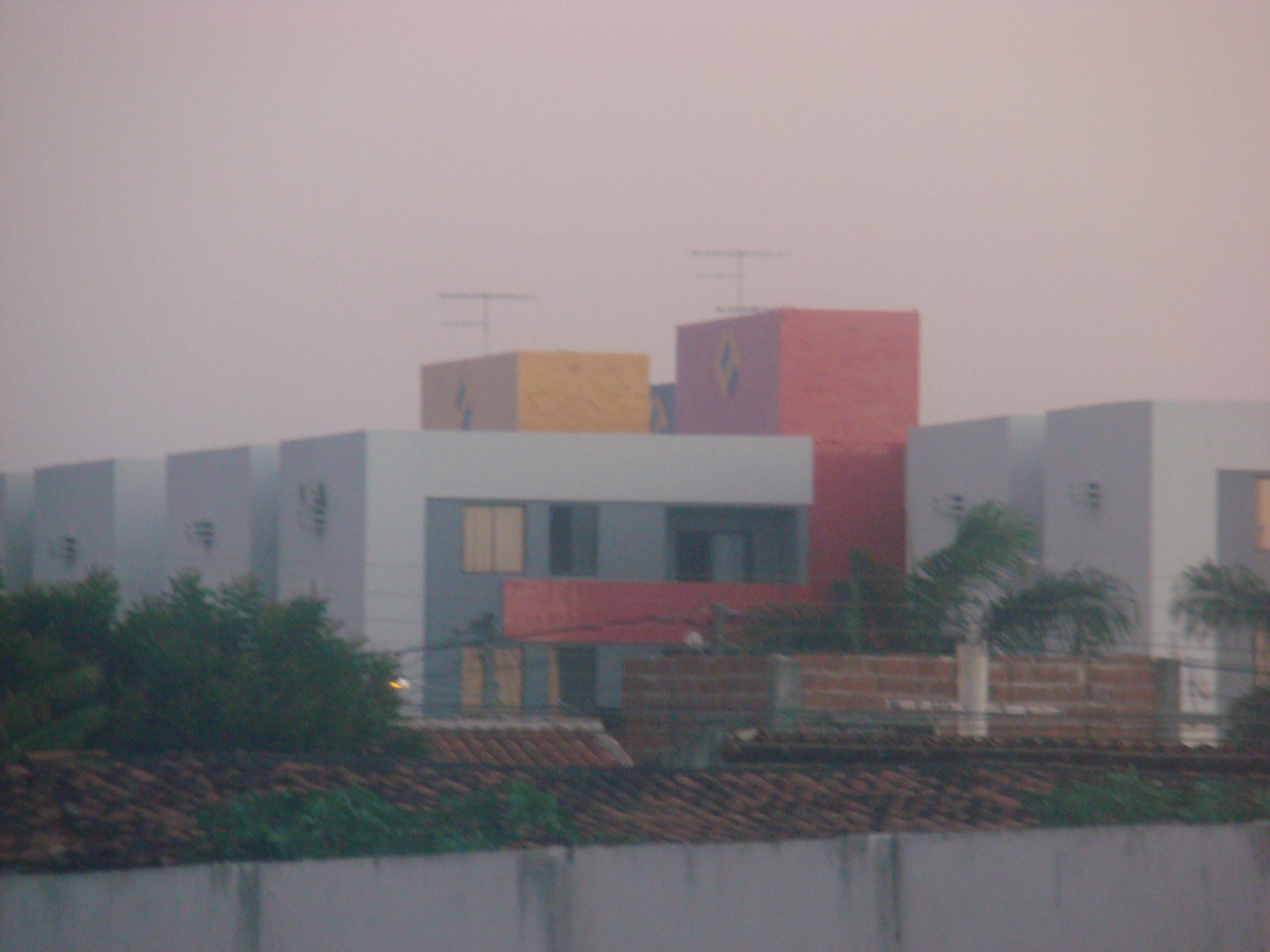
Urbanismo no bairro Planalto Natal-RN
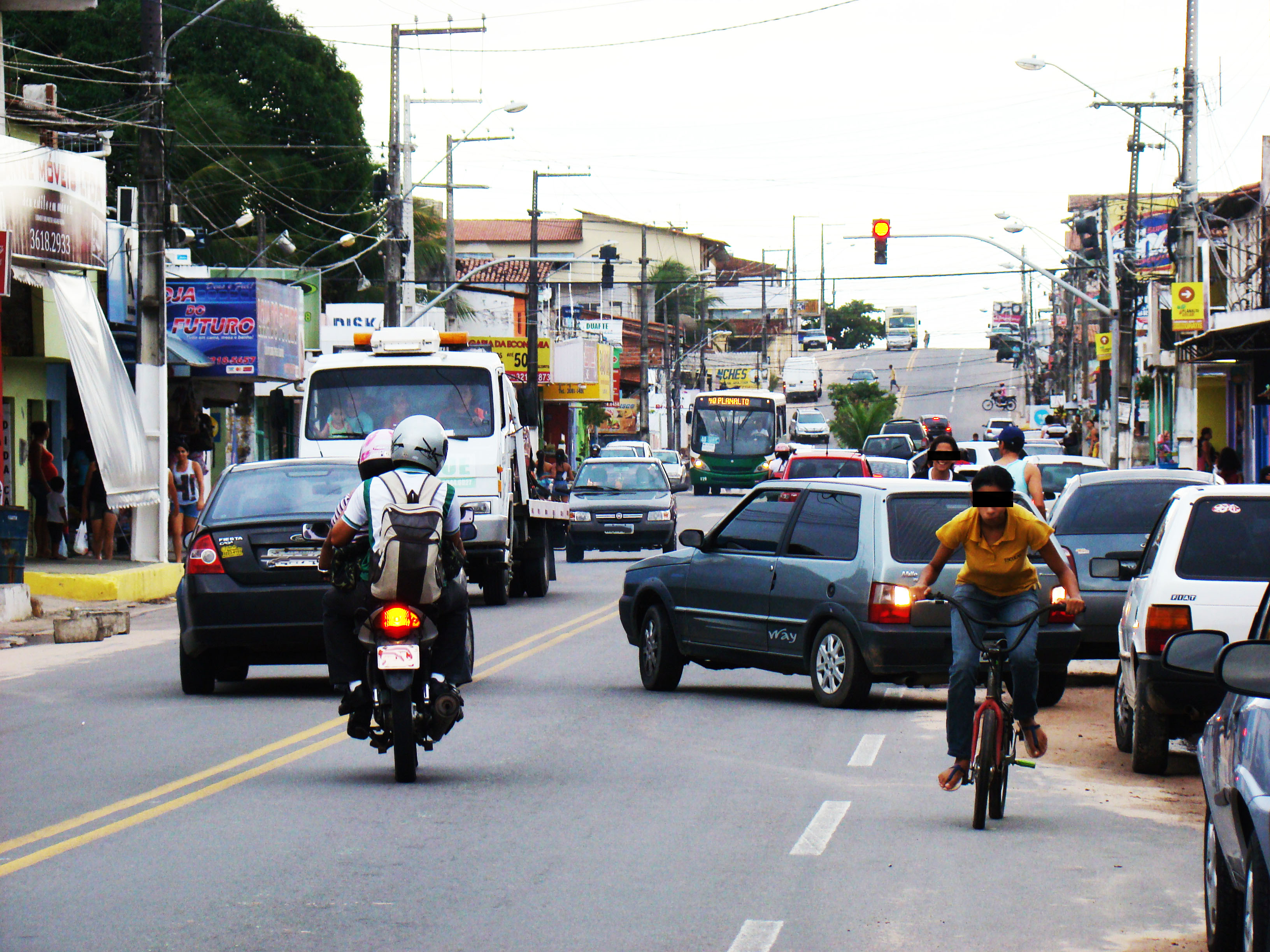
Urbanização e Sinalização
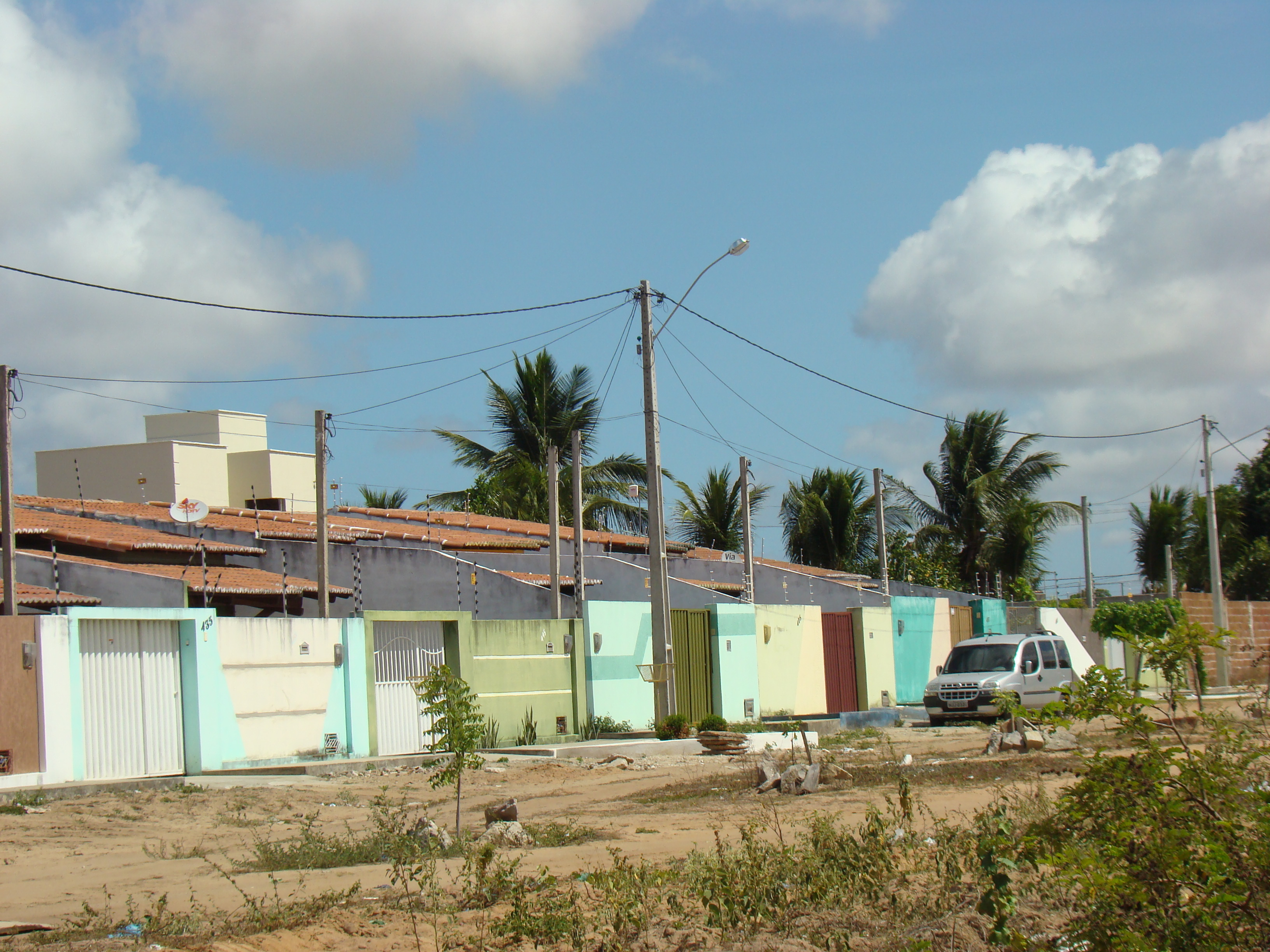
Urbanismo no bairro Planalto Natal-RN
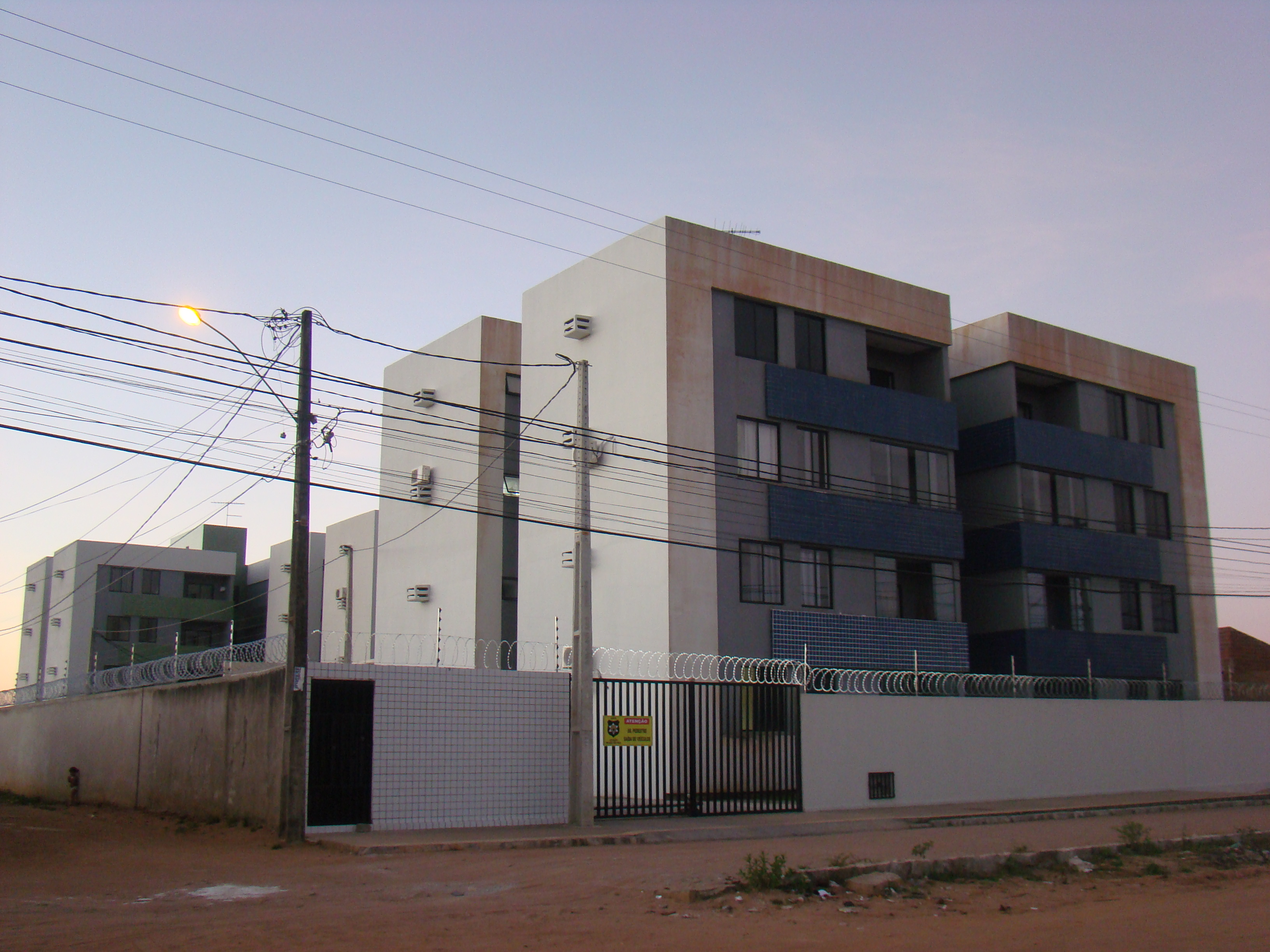
Urbanismo no bairro Planalto Natal-RN
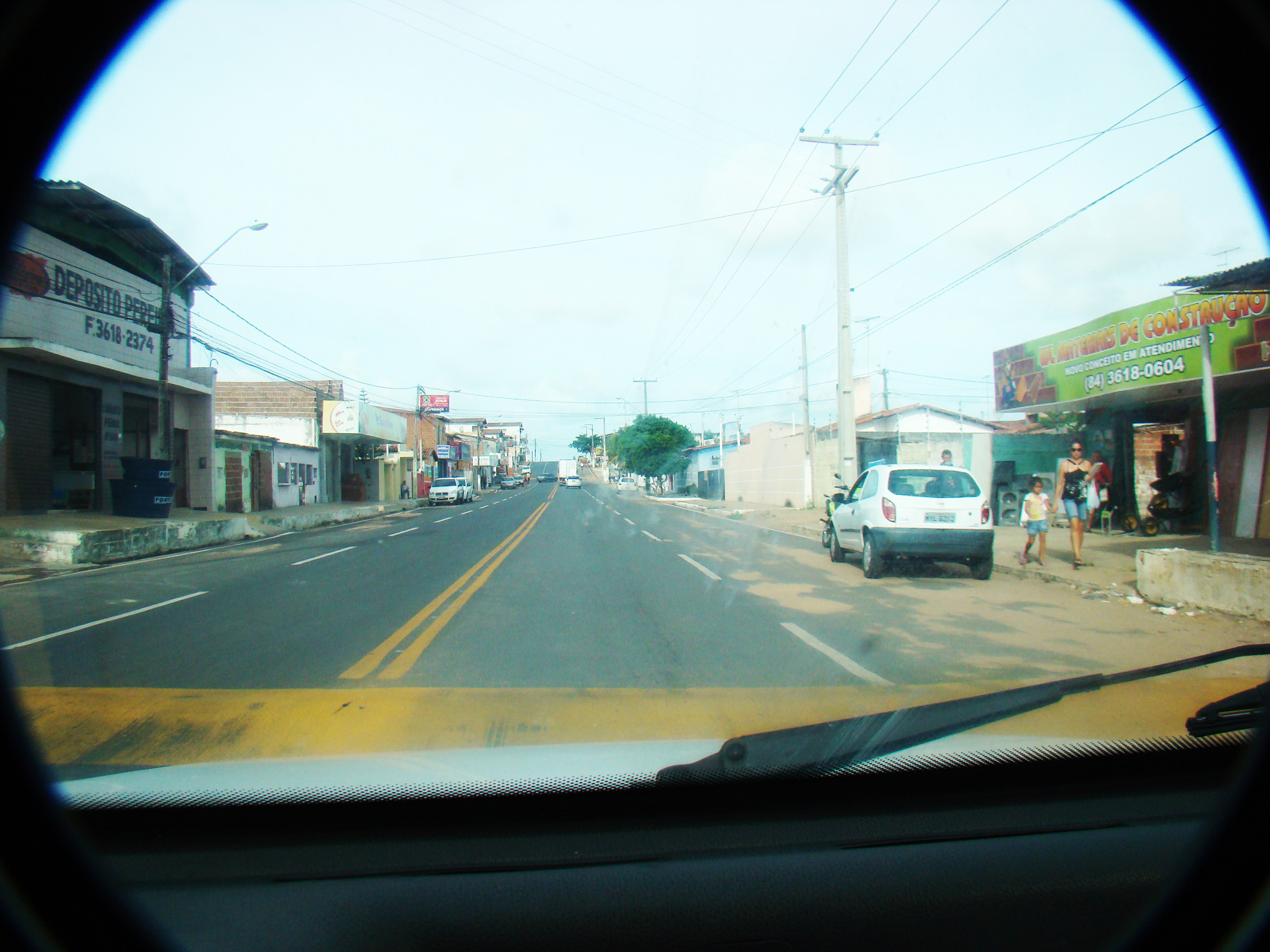
Urbanização
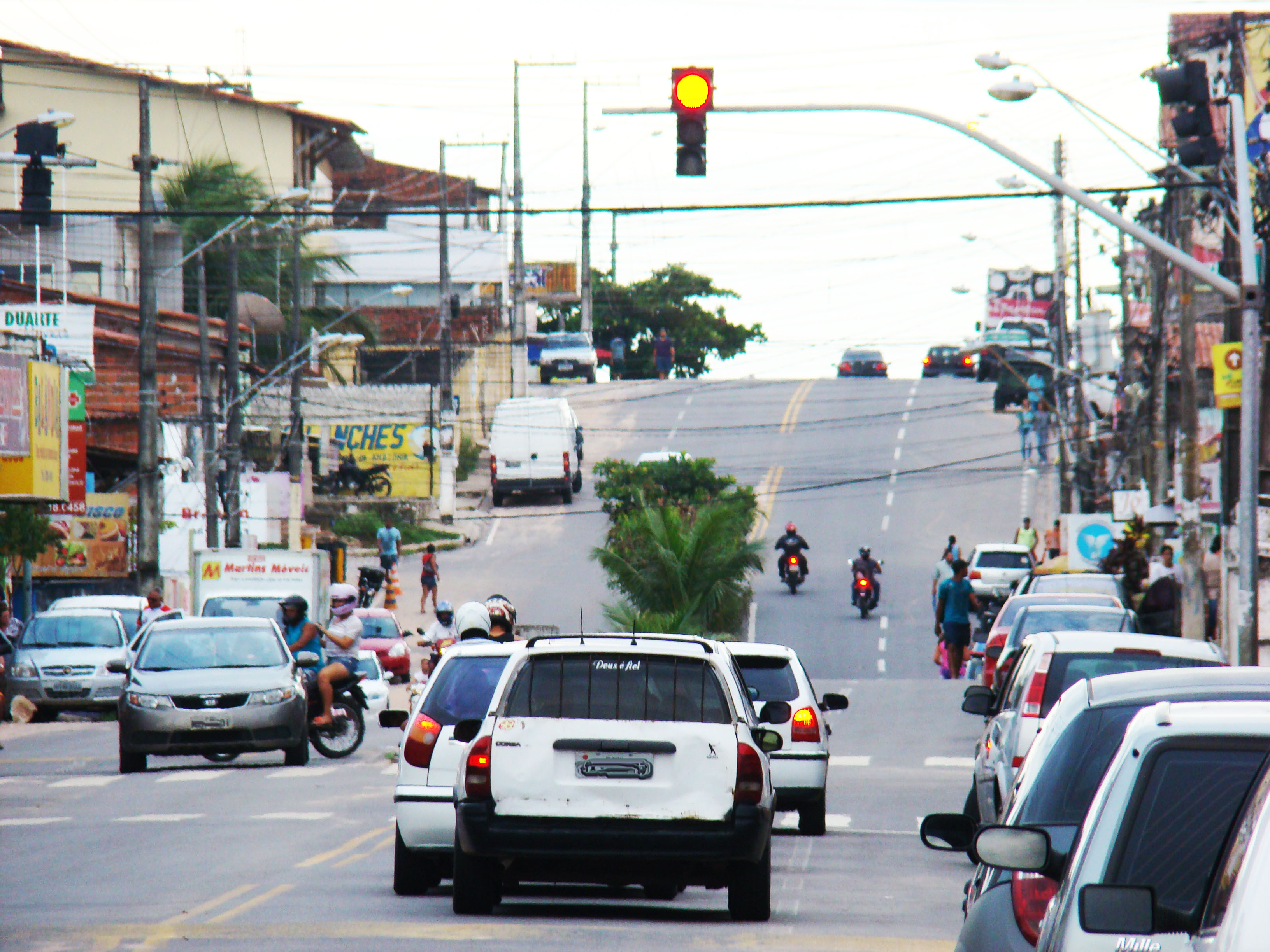
Urbanização
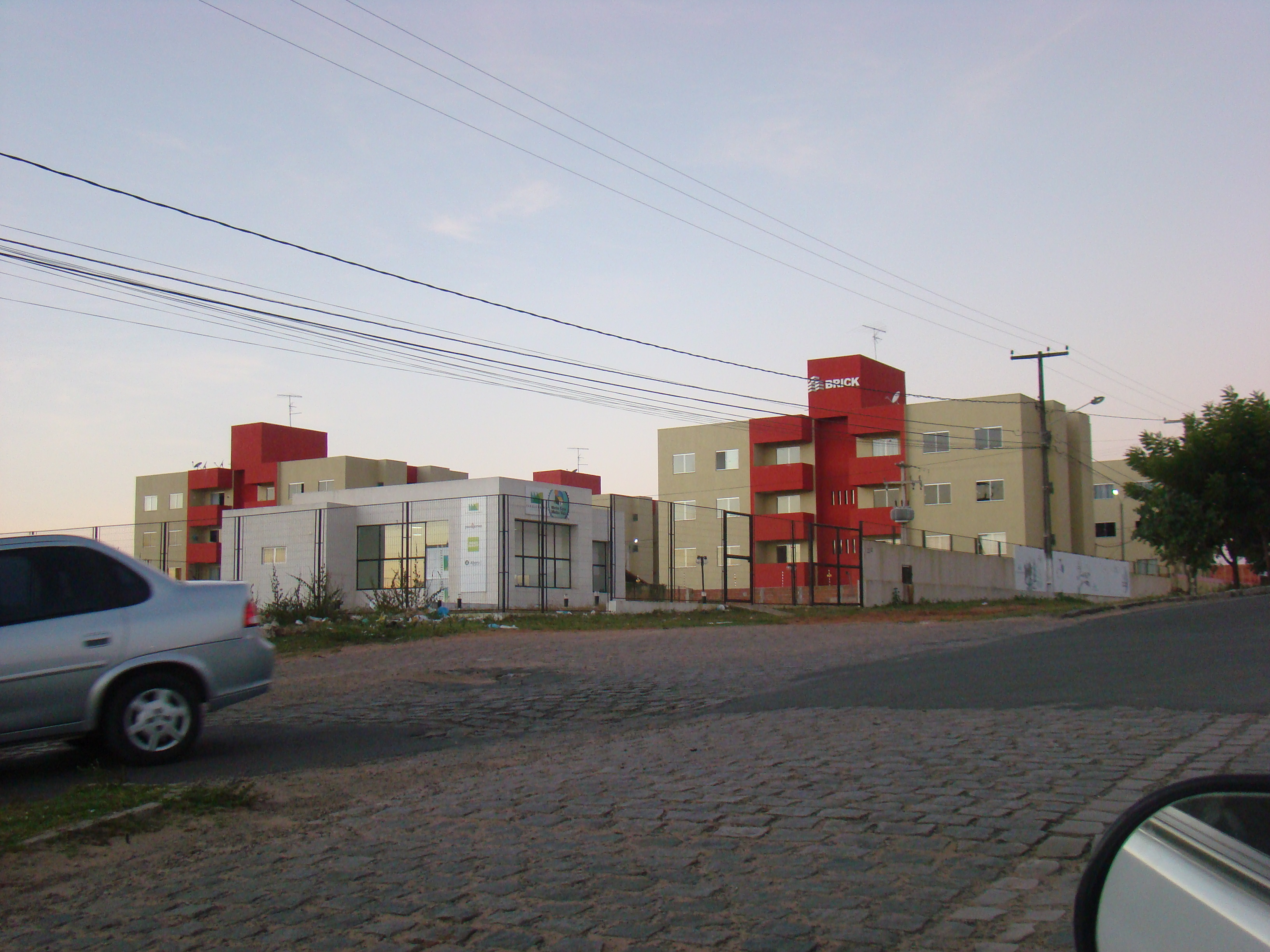
Urbanismo na Av. Dr. João Hélio no bairro Planalto Natal-RN
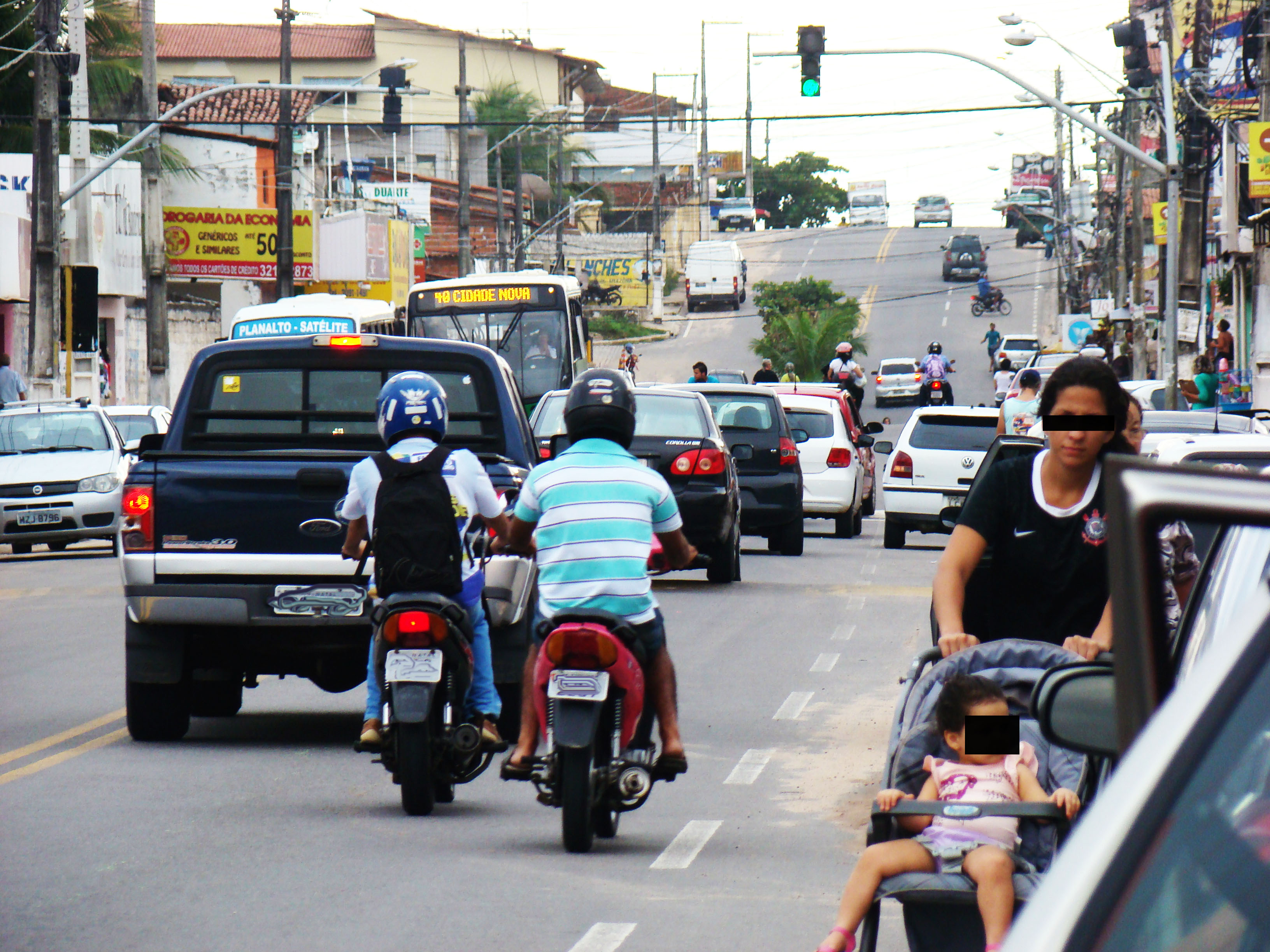
Av. Monte Rei
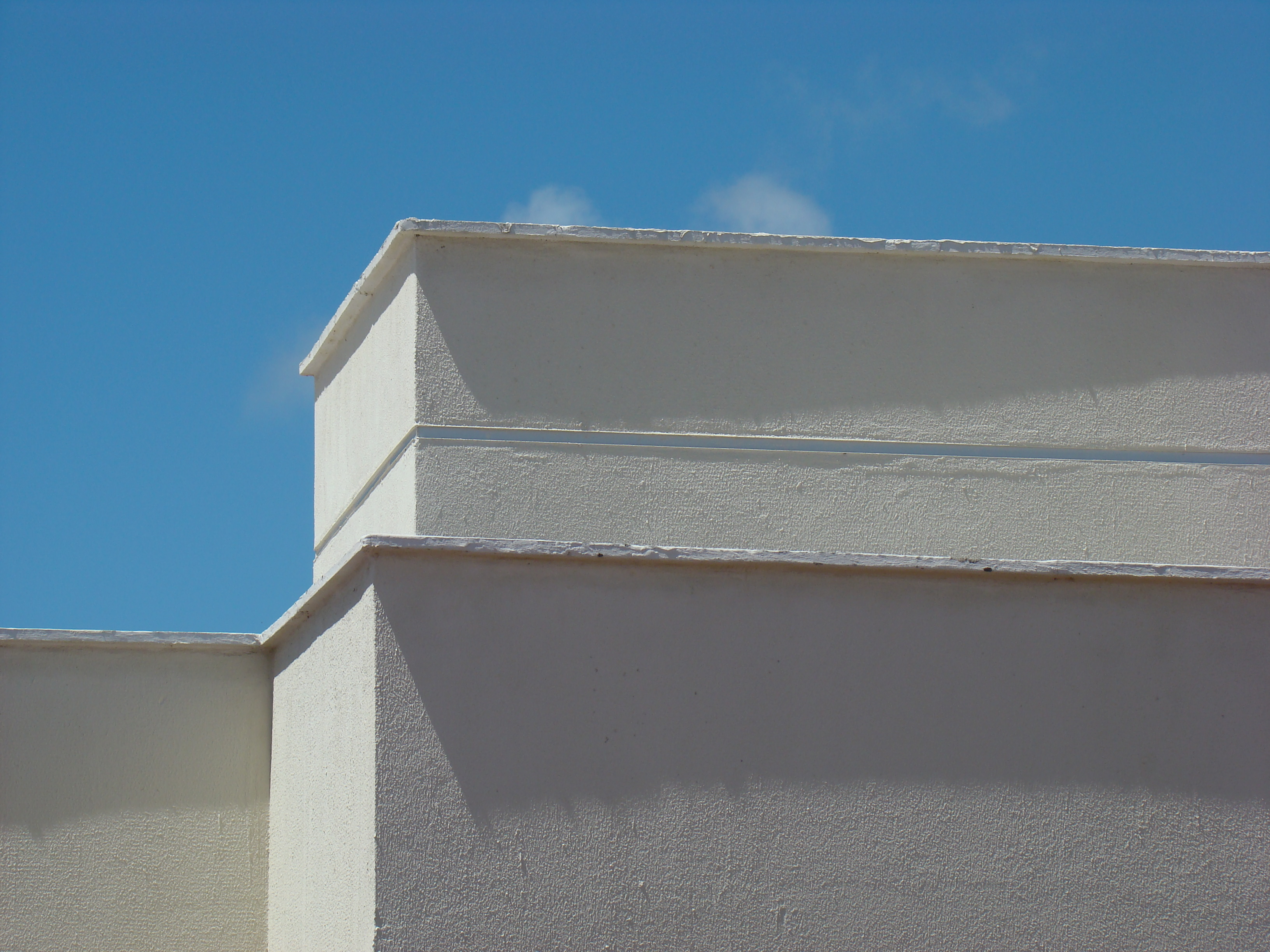
Arquitetura no bairro Planalto Natal-RN
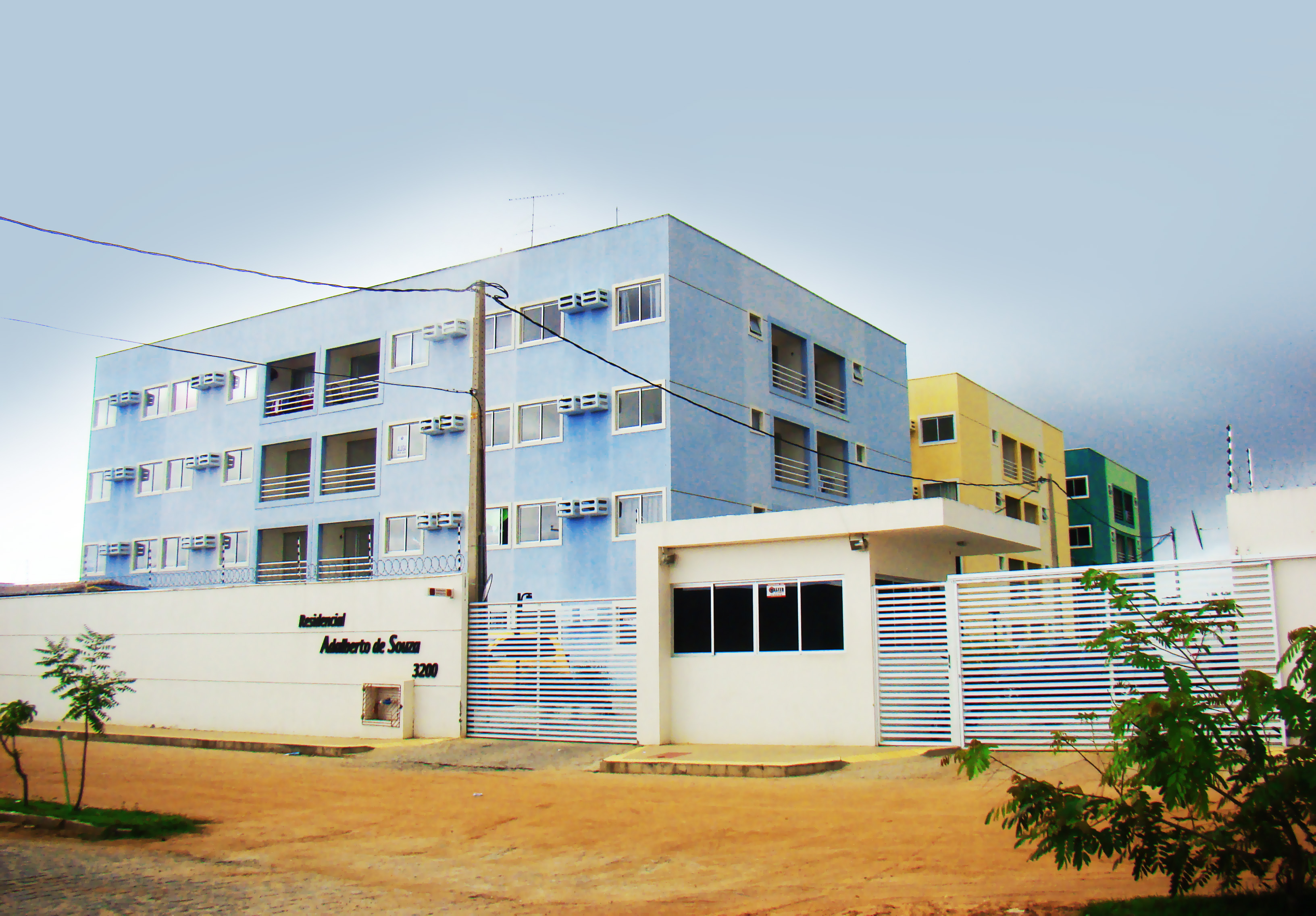
Urbanismo no bairro Planalto Natal-RN
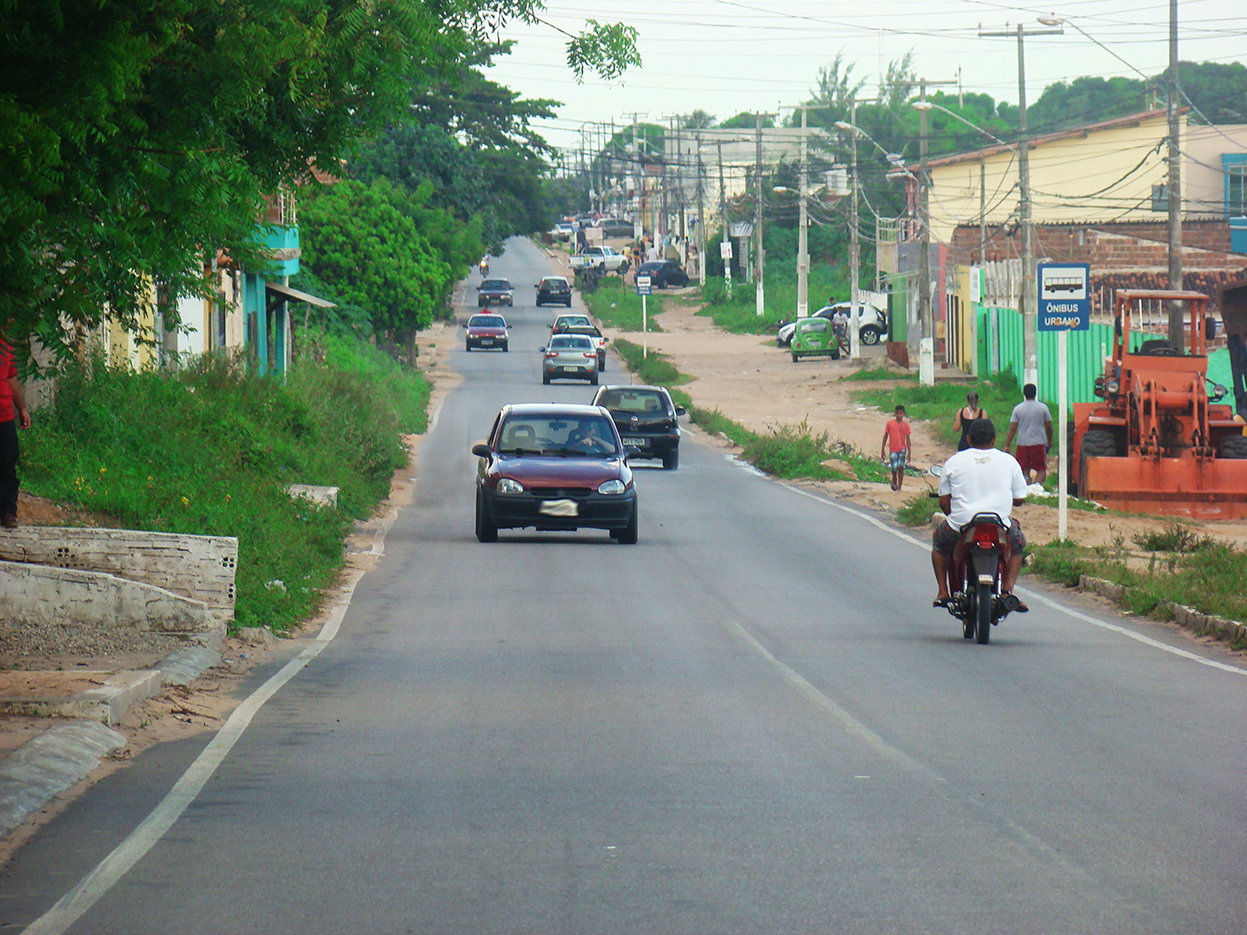
Planalto Natal - RN Avenida Agrestina
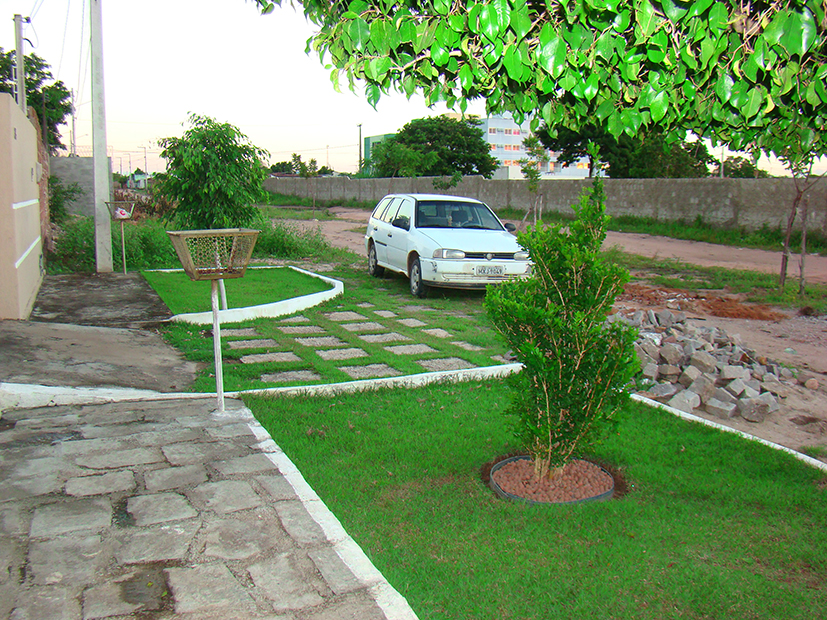
Ruas do Planalto Natal - RN
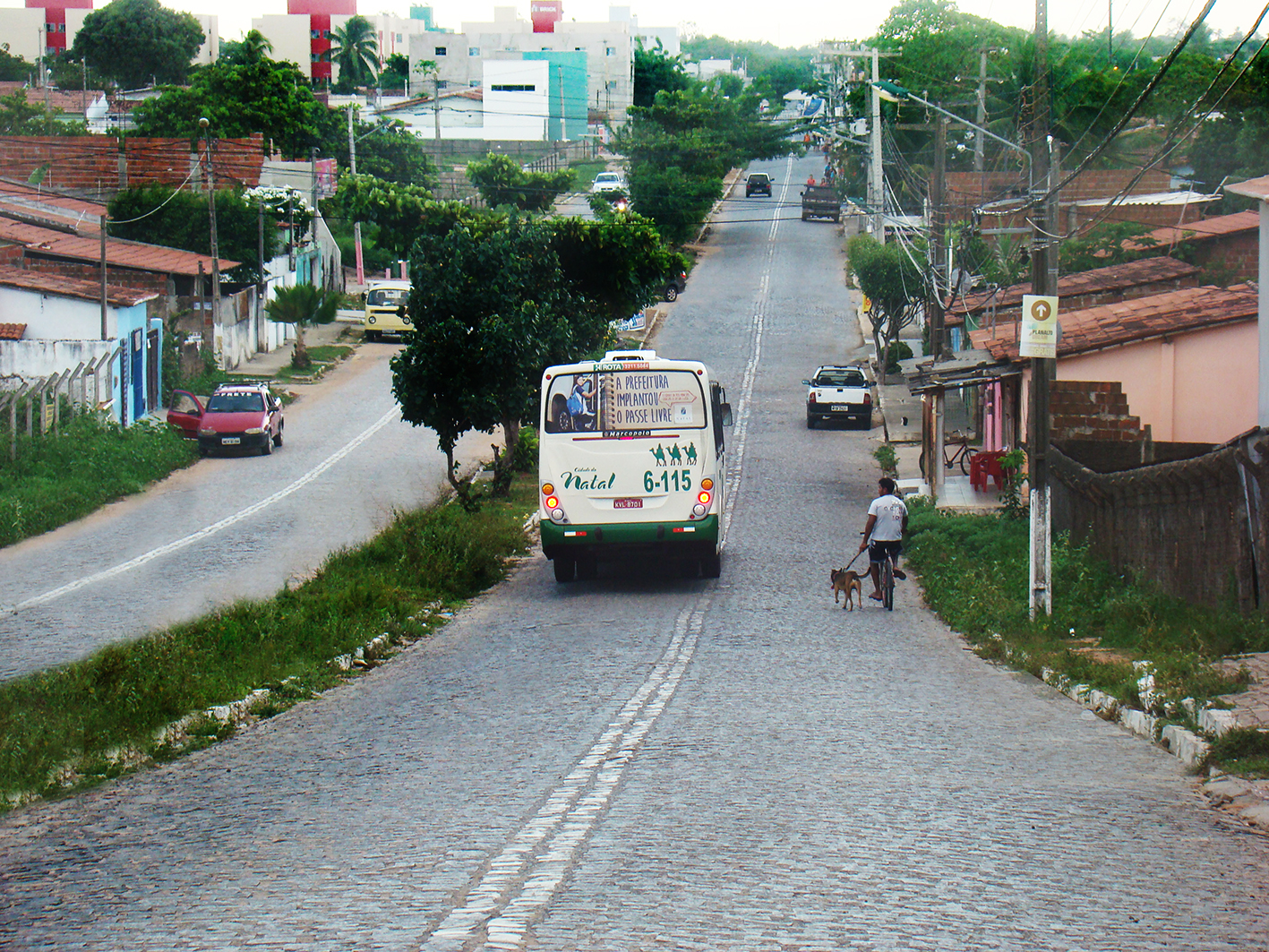
Av. Dr. João Hélio